# Сан-Жоржи (сыр)
Сан-Жо́ржи (порт. queijo São Jorge) — твёрдый или полутвёрдый сыр, который производят на острове Сан-Жоржи, входящим в состав Азорских островов.

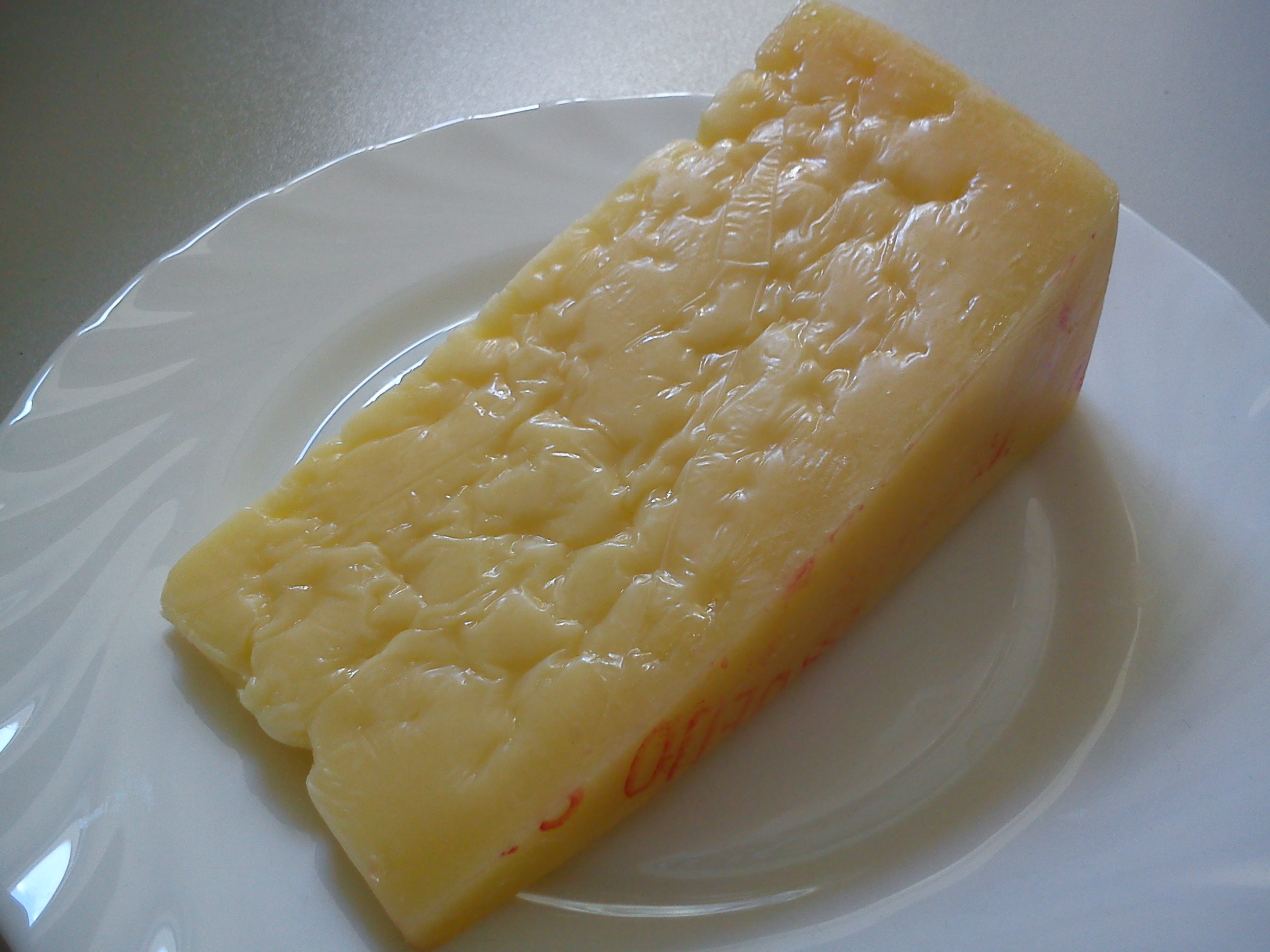
Сан-Жоржи

Этот сыр изготавливают из непастеризованного коровьего молока, и он имеет небольшие глазки. Головка сыра весит от 7 до 12 кг, имеет тёмно-жёлтую корочку, которая иногда покрыта парафином.
Сыр Сан-Жоржи начали производить после колонизации Азорских островов фламандцами. На острове построили фабрику, которая в XVIII веке снабжала сыром уже все острова.